# 辛党
辛党（からとう）にはおおよそ
- 酒が好きな人
- 辛いものが好きな人
- 塩からいものが好きな人

の意味がある。この語の用例は古くても1920年代ごろだが、その初期から、これらの意味が並行して使われていた。
酒好きの意味では、1930年から用例がある。広辞苑など、国語辞典がこの酒好きの意味だけ載せるようになった理由は不明である。
酒好きを意味するようになった経緯は、
- アルコール度数の高い酒は「辛い」から（ただし通常、酒について「辛い」という表現は糖分の少ない酒に対して使われる）
- 酒好きは辛い（あるいは塩からい）ものも好きだから
- つまみに辛い（あるいは塩からい）ものを食べるから

などといわれるが定かではない。
いずれの場合も、対義語の「甘党」は、甘いものが好きな者のことである（ただし、酒好きのスイーツ好きなど、何に比してかが異なる）。